# El amor brujo (pel·lícula de 1967)
El amor brujo és una pel·lícula espanyola de 1967, dirigida Francesc Rovira Beleta i escrita per José Manuel Caballero Bonald, José Antonio Medrano i Francesc Rovira Beleta. Va ser nominada en 1967 als Premis Oscar com Millor Pel·lícula de Parla no Anglesa.

## Argument
Diego, (Rafael de Córdoba), és un gitano violent que suposadament mor a les mans dels venjadors d'una de les seves malifetes, mentre que Candelas (La Polaca), la seva antiga amant, viu obsessionada amb el seu record, el fantasma del qual sembla assetjar-la i embolicar-la en una inexplicable xarxa d'al·lucinacions. Antonio (Antonio Gades), que està enamorat de Candeles, lluita per alliberar-la d'aquesta fetilleria i s'adona realment de què algú tracta de terroritzar-la, és allí on Candeles i Antonio decideixen desemmascarar al culpable de la trama en un desenllaç entre balls, baralles i amor.

## Música
La banda sonora oficial de la pel·lícula va ser creada per Ernesto Halffter i Narciso Yepes.

## Repartiment
- Diego (Rafael de Córdoba)
- Antonio (Antonio Gades)
- Candelas (La Polaca)
- Lucia (Morucha)
- Diego Sánchez (Rafael Oscar Martínez)
- Soledad (Núria Torray)
- Lorenzo (José Manuel Martín)
- Padre de Candelas (Fernando Sanchez Polack)
- Cantaor (Chaqueta de Cádiz)
- Guitarrista (Emilio de Diego)
- Emilio Acosta

## Reconeixements
5è Festival Internacional de Cinema de Moscou de 1967.
| Categoria      | Resultat |
| -------------- | -------- |
| Secció oficial | Inclosa  |

Premis del Sindicat Nacional de l'Espectacle de 1967
| Categoria    | Resultat   |
| ------------ | ---------- |
| Primer premi | Guanyadora |